# 第一关镇
第一关镇，是中华人民共和国河北省秦皇岛市山海关区下辖的一个镇。

## 行政区划
第一关镇下辖以下地区：
大街村、东关村、北街村、南后街村、小西关村、北后街村、北园村、中心村、小北园村、胡庄村、董庄村、申庄村、侯庄村、马头庄村、南海村、小湾村、东洼子营村、西洼子营村、南涂庄村、北涂庄村、南营子村、工农新村和肖庄村。